# Niederschlesischer Oberlausitzkreis
Der Niederschlesische Oberlausitzkreis (obersorbisch Delnjošlesko-hornjołužiski wokrjes) war von 1994 bis 2008 ein Landkreis im Osten des Freistaates Sachsen an der Grenze zu Polen. Größte Stadt im Kreis war Weißwasser, Verwaltungssitz war Niesky. Während seines Bestehens war der Niederschlesische Oberlausitzkreis der flächenmäßig größte Landkreis Sachsens sowie der östlichste Landkreis Deutschlands.
In der sächsischen Kreisreform 2008 wurde er in den neu gebildeten Landkreis Görlitz integriert.

## Geographie
Das Territorium des Landkreises lag im Vorland des Oberlausitzer Berglands und des Zittauer Gebirges. Es wurde gekennzeichnet durch eine weitestgehend flache und dünn besiedelte Heide- und Teichlandschaft im Norden und den bis über 400 m hohen Hügelketten, beispielsweise der Königshainer Berge, im Süden. Höchste Erhebung des Niederschlesischen Oberlausitzkreises war der 455 m hohe Rotstein. Im Osten wurde der Landkreis durch das Neißetal abgegrenzt.
An den Niederschlesischen Oberlausitzkreis grenzten der brandenburgische Landkreis Spree-Neiße im Norden, die Landkreise Kamenz und Bautzen im Westen, der Landkreis Löbau-Zittau im Süden, die Stadt Görlitz im Südosten und die polnischen Landkreise Zgorzelec und Żary im Osten.

## Geschichte
Die Verbindung des nördlichen Teils der Oberlausitz mit Schlesien geht auf das Jahr 1815 zurück. Durch die während des Wiener Kongresses beschlossene Teilung des Königreiches Sachsen fiel dieser Teil der Oberlausitz an Preußen und wurde in die hier bestehende Verwaltungsgliederung eingebaut. Das Gebiet des Niederschlesischen Oberlausitzkreises war von 1815 bis 1921 und von 1938 bis 1941 Teil der Provinz Schlesien und von 1921 bis 1938 sowie von 1941 bis 1945 Teil der Provinz Niederschlesien. Nach der deutschen Wiedervereinigung knüpfte man mit der Namensgebung an die Vorkriegszeit an. Das Kreisgebiet entsprach etwa dem westlich der Lausitzer Neiße liegenden Teil des früheren Landkreises Rothenburg (Ob. Laus.).
Der Niederschlesische Oberlausitzkreis wurde nach der sächsischen Kreisreform am 1. August 1994 aus den – in dieser Form seit 1952 bestehenden – Landkreisen Weißwasser, Niesky und Görlitz-Land gebildet, deren Rechtsnachfolger er auch wurde. Aus dem Landkreis Görlitz-Land wurden die Stadt Ostritz (mit Leuba) und die Gemeinde Schönau-Berzdorf auf dem Eigen (mit Kiesdorf auf dem Eigen) dem ebenfalls neuen Sächsischen Oberlausitzkreis zugeordnet, der sich später in Landkreis Löbau-Zittau umbenannte. Bereits zum 1. Januar 1994 wurde die Gemeinde Zoblitz des Landkreises Löbau in die Stadt Reichenbach/O.L. eingemeindet. Nach der Auflösung des Landkreises Hoyerswerda zum 1. Januar 1996 trat die Gemeinde Uhyst dem Niederschlesischen Oberlausitzkreis bei. Zum 1. Januar 1998 wurde der Ortsteil Bärwalde von der Gemeinde Lohsa (Landkreis Kamenz) nach Boxberg/O.L. umgemeindet. Zum 1. Januar 1999 veränderte sich das Kreisgebiet letztmals durch die Umgliederung der Gemeinden Ludwigsdorf, Kunnerwitz und Teilgebiete der Gemeinde Schöpstal zur Stadt Görlitz. Bis zu diesem Zeitpunkt umschloss der Landkreis die Stadt auf deutscher Seite vollständig; danach grenzte Görlitz auch an den Landkreis Löbau-Zittau.
Der Kreissitz war ursprünglich in der kreisfreien Stadt Görlitz, die an den Landkreis grenzte. Mit dem 3. Kreisgebietsreformänderungsgesetz vom 23. Mai 1996 wurde er am 16. Juni 1996 nach Niesky verlegt.
Landrat des Niederschlesischen Oberlausitzkreises war von 1994 bis 2001 Erich Schulze aus Daubitz (vorher Landrat des Landkreises Weißwasser). Ihm folgte von 2001 bis 2008 Bernd Lange aus Rothenburg.
Durch eine erneute Kreisgebietsreform wurden der Niederschlesische Oberlausitzkreis, die Stadt Görlitz sowie der Landkreis Löbau-Zittau zum 1. August 2008 – genau 14 Jahre nach Gründung der Landkreise – zum Landkreis Görlitz mit Görlitz als Kreissitz zusammengeschlossen.

### Bevölkerungsentwicklung
Mit 70 Einwohnern/km² (2007) war der Niederschlesische Oberlausitzkreis einer der am dünnsten besiedelten Landkreise Sachsens. Lebten im Kreisgebiet (Gebietsstand: 1. Januar 2007) im Jahr 1990 noch rund 114.500 Menschen, so fiel diese Zahl innerhalb von fünf Jahren auf 111.700 und in den folgenden fünf Jahren auf 106.100 Einwohner. Der größte Bevölkerungsrückgang erfolgte jedoch in den Jahren 2001 bis 2005, als die Zahl um fast 10.000 Einwohner auf etwa 96.800 fiel. Zwischen 1990 und 2006 verlor das Kreisgebiet mit etwa 20.000 Menschen rund 17 Prozent seiner Bevölkerung.

## Politik

### Kreistag
Der Kreistag bestand zuletzt aus 54 Mitgliedern:
| Partei                                    | Sitze |
| ----------------------------------------- | ----- |
| CDU/FDP                                   | 26    |
| LINKE                                     | 12    |
| FW                                        | 7     |
| SPD/GRÜNE                                 | 6     |
| Kinder und Jugendliche im Kreistag (KJiK) | 3     |

### Wappen

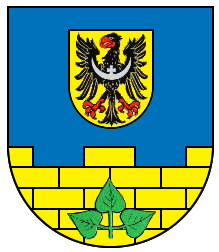
Kreiswappen

Das Wappen wurde nach der Gründung des Landkreises neu geschaffen. Nach einer öffentlichen Ausschreibung, die die Farben der Oberlausitz und einen Bezug auf schlesische Traditionen vorgab, konnte sich der Entwurf der Unabhängigen Initiativgruppe Niederschlesien e. V. durchsetzen und wurde am 21. Juli 1995 vom Regierungspräsidium Dresden genehmigt.
Blasonierung
„In Blau über einer mit einem dreiblättrigen grünen Lindenzweig belegten goldenen Mauer mit drei Zinnen goldener Schild, worin ein rotbewehrter schwarzer Adler, belegt mit einem steigenden silbernen Halbmond, dessen Höhlung mit einem Kreuzchen besteckt ist.“
Bedeutung
Da das Kreisgebiet zur Oberlausitz zählt, wurden dem Wappen des Kreises die Farben Blau und Gelb sowie die dreigezinnte Mauer zugrunde gelegt. Diese Mauer wurde dem Wappen der Oberlausitz (basierend auf dem Wappen der Stadt Bautzen) entlehnt.
Nachdem der nordöstlichste Teil der Oberlausitz 1815 an das Königreich Preußen gefallen war, wurde es Teil der Provinz Schlesien. Der schlesische Adler wird deshalb im Wappen des Kreises in einem eigenen Wappen auf durchgehend goldenem Grund dargestellt, wie dies auch im Wappen der preußischen Provinz Schlesien und schließlich der Provinz Niederschlesien bis 1945 der Fall war.
Der grüne Lindenzweig steht als Symbol für die sorbische Bevölkerung im Landkreis, deren Vorfahren sich im 6. Jahrhundert hier ansiedelten.

### Partnerschaften
Der Niederschlesische Oberlausitzkreis unterhielt Partnerschaften mit den bayerischen Landkreisen Neustadt an der Waldnaab und Schwandorf, dem polnischen Landkreis Żary sowie dem tschechischen Landkreis Semily.

### Ortsschilder

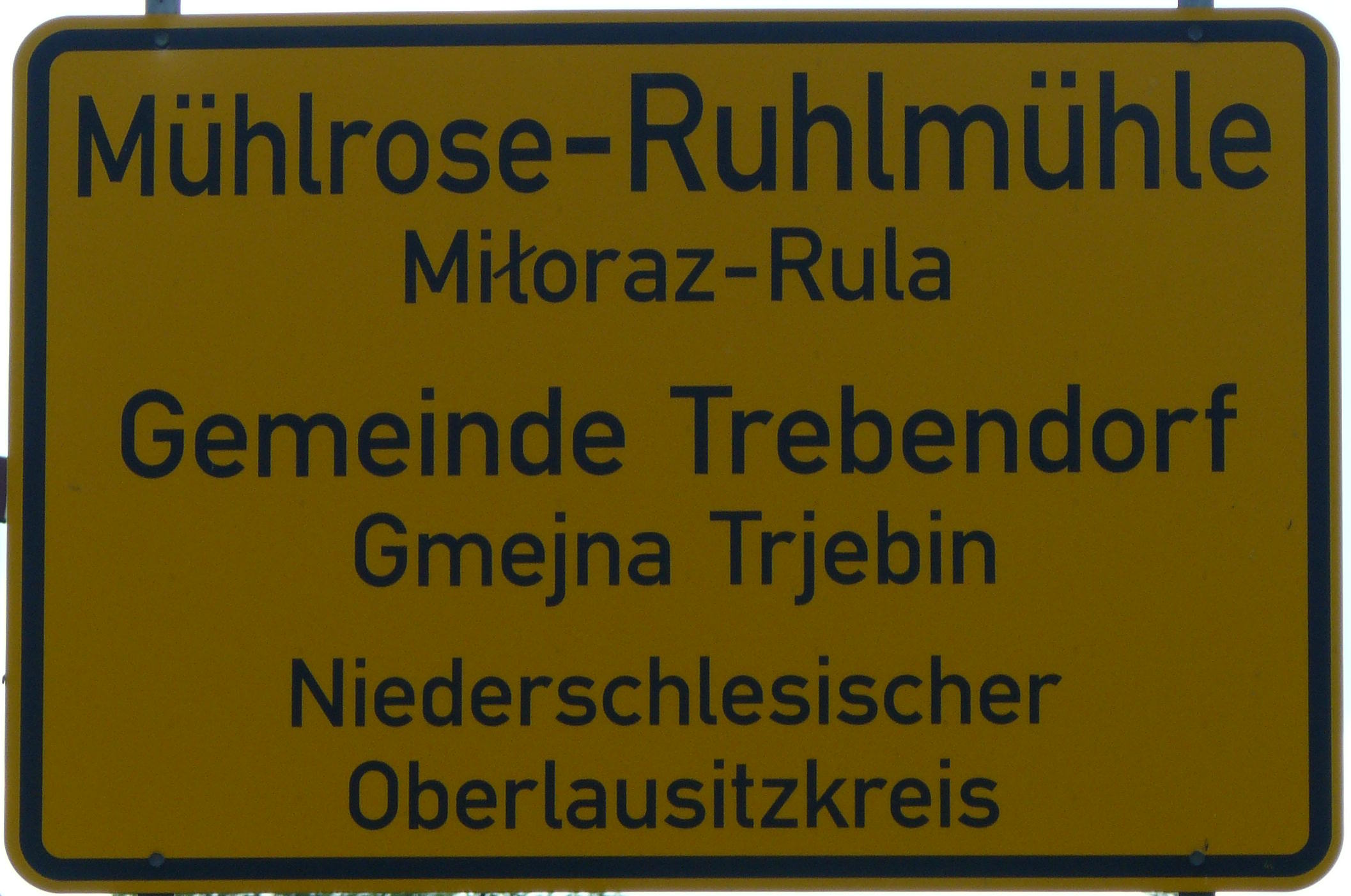
Sechszeilig beschriftetes Ortsschild in Ruhlmühle

Der lange Kreisname führte in Verbindung mit der zweisprachigen Beschilderung im sorbischen Siedlungsgebiet der Lausitz zu einer kuriosen Situation, es mussten für eine bessere Lesbarkeit rund 10 % der Ortsschilder im Kreis in Übergröße gefertigt werden (120 cm × 85 cm).

## Städte und Gemeinden
Bei seiner Gründung hatte der Landkreis 47 Gemeinden. Infolge von Eingemeindungen innerhalb des Kreises und durch die Stadt Görlitz fiel die Zahl bis zum 1. Oktober 2007 auf 28 Gemeinden. Von diesen 28 Gemeinden hatten fünf Stadtrechte und 25 waren in neun Verwaltungsgemeinschaften oder -verbänden zusammengeschlossen. Die restlichen drei Gemeinden Krauschwitz, Markersdorf und Niesky waren Einheitsgemeinden. Nach der Anzahl der Gemeindeverbände (Stand 1. Januar 2008) lag der Landkreis im sächsischen Vergleich an zweiter Stelle, nur der Vogtlandkreis hatte mehr Gemeindeverbände, jedoch auch mehr Gemeinden.
(Einwohnerzahlen vom 31. Dezember 2007)
| Städte 1. Bad Muskau (3.952) 2. Niesky (10.552) 3. Reichenbach/O.L. (4.204) 4. Rothenburg/O.L. (5.561) 5. Weißwasser/O.L., Große Kreisstadt (20.360) Verwaltungsgemeinschaften und Verwaltungsverbände - Verwaltungsgemeinschaft Bad Muskau mit den Mitgliedsgemeinden Bad Muskau und Gablenz - Verwaltungsgemeinschaft Boxberg/O.L. mit den Mitgliedsgemeinden Boxberg/O.L. und Klitten - Verwaltungsverband Diehsa mit den Mitgliedsgemeinden Hohendubrau, Mücka, Quitzdorf am See und Waldhufen (VV-Sitz) - Verwaltungsgemeinschaft Reichenbach/O.L. mit den Mitgliedsgemeinden Königshain, Reichenbach/O.L., Sohland a. Rotstein und Vierkirchen - Verwaltungsgemeinschaft Rietschen mit den Mitgliedsgemeinden Kreba-Neudorf und Rietschen - Verwaltungsgemeinschaft Rothenburg/O.L. mit den Mitgliedsgemeinden Hähnichen und Rothenburg/O.L. - Verwaltungsgemeinschaft Schleife mit den Mitgliedsgemeinden Groß Düben, Schleife und Trebendorf - Verwaltungsverband Weißer Schöps/Neiße mit den Mitgliedsgemeinden Horka, Kodersdorf (VV-Sitz), Neißeaue und Schöpstal - Verwaltungsgemeinschaft Weißwasser/O.L. mit den Mitgliedsgemeinden Weißkeißel und Weißwasser | Gemeinden 1. Boxberg/O.L. (3.982) 2. Gablenz (1.831) 3. Groß Düben (1.285) 4. Hähnichen (1.437) 5. Hohendubrau [Sitz: Weigersdorf] (2.200) 6. Horka (1.968) 7. Klitten (1.430) 8. Kodersdorf (2.585) 9. Königshain (1.292) 10. Krauschwitz (3.861) 11. Kreba-Neudorf (1.023) 12. Markersdorf (4.254) 13. Mücka (1.220) 14. Neißeaue [Sitz: Groß Krauscha] (1.924) 15. Quitzdorf am See [Sitz: Kollm] (1.428) 16. Rietschen (2.911) 17. Schleife (2.796) 18. Schöpstal [Sitz: Ebersbach] (2.667) 19. Sohland a. Rotstein (1.404) 20. Trebendorf (1.056) 21. Vierkirchen [Sitz: Melaune] (1.911) 22. Waldhufen [Sitz: Jänkendorf] (2.753) 23. Weißkeißel (1.423) |

## Kfz-Kennzeichen
Am 1. August 1994 wurde dem Landkreis das seit dem 1. Januar 1991 für den Landkreis Görlitz gültige Unterscheidungszeichen GR zugewiesen. Dieses wurde am 1. Januar 1995 vom neuen Unterscheidungszeichen NOL abgelöst.
Am 31. Juli 2008 wurde als vorerst letztes NOL-Kennzeichen NOL ZZ 999 vergeben, das zugleich das letztmögliche Serienkennzeichen darstellt.
Durch die Kennzeichenliberalisierung ist es seit dem 9. November 2012 wieder im Landkreis Görlitz erhältlich.